# Sejace
Sejace (cyr. Сејаце) – wieś w Serbii, w okręgu pczyńskim, w gminie Bujanovac. W 2002 roku liczyła 246 mieszkańców.